# Thermococcus kodakarensis
A Thermococcus kodakarensis a Thermococcaceae családba tartozó termofil Archaea faj. Az archeák – ősbaktériumok – egysejtű, sejtmag nélküli prokarióta szervezetek. Típustörzse KOD1. Nemének egyik legjobban tanulmányozott tagja.

## Felfedezése
Egy szolfatárában izolálták közel Kodakara-sziget partjaihoz, Kagosima prefektúrában, Japánban. Az izolátum eredeti neve Pyrococcus kodakarensis KOD1, de újraosztályozták a 16S rRNS szekvencia alapján. A korai kutatások főleg a termostabil enzimjeire irányultak, de a relatív könnyű kezelhetősége és hogy genetikai manipulációval megkönnyítették a természetes kompetenciáját (azt a képességét hogy a környezetéből extracelluláris DNS-t vesz fel), vonzó rendszerré tette számos biológiai folyamat tanulmányozásához.

## Leírása
Sejtjei szabálytalan gömb alakúak, 1–2 μm átmérőjűek, és gyakran párban fordulnak elő. Nagyon mozgékony, az ostorai ugyanazon a helyen vannak a sejtjei felszínén. A sejtfala egy réteg diéter- és tetraéter-lipidekből, és egy külső glikoprotein rétegből áll. Obligát anaerob, és heterotóf szervezet, gyorsan növekszik különféle szerves szubsztrátokkal elemi kén jelenlétében, hidrogén-szulfid gázt állít elő. A generációs ideje a becslések szerint 40 perc optimális feltételek mellett. Kén hiányában hidrogént állít elő hidrogén-szulfid helyett. Képes növekedni 60–100 °C között, optimális érték 85 °C. Más tengeri élőlényekhez hasonlóan magas sókoncentráció szükséges optimális növekedéséhez, és a sejt lízise előfordulhat híg oldatokban.

## Genom szerkezete
2005-ben a T. kodakarensis KOD1 genomját teljesen szekvenálták. A genomja egy 2.088.737 bázispár hosszú kör alakú kromoszómából áll, ami valószínűleg 2306 fehérjét kódol.